# Mezzanine (ordinador)
Mezzanine esdevé un ordinador interactiu creat per John Underkoffer. Segons paraules del seu propi creador esdevé un "ordinador arquitectònic", ja que l'espai de treball d'aquest ordinador no queda limitat per un únic monitor.
Mezzanine converteix una habitació en una interfície que a la vegada conté un sistema operatiu que fa possible que l'ordinador aconsegueixi interpretar l'espai tal com ho fem els ésser humans. Les aplicacions d'aquest ordinador permeten que la relació entre els éssers humans i els objectes digitals es produeixin de la mateixa manera que ho fan amb el món real.

## Relació de "Mezzanine" amb la pel·lícula Minority Report
John Underkoffer va esdevenir el creador de la tecnologia que apareix a la pel·lícula Minority Report i va acabar convertint-se en un dels homes més referents dins del món de la ciència-ficció de Hollywood. Després de la creació d'aquesta tecnologia fictícia a la pel·lícula va voler portar-la a la realitat i va crear l'empresa Oblong l'any 2006 amb l'objectiu d'aconseguir que l'ordinador de Minority Report aparegués instal·lat a totes les cases. Underkoffer va aconseguir la creació d'aquest ordinador arquitectònic al que va anomenar "Mezzanine".